# Maximiliano Caufriez
Maximiliano Caufriez (nascut el 16 de febrer de 1997) és un futbolista professional belga que juga com a central i lateral dret al Clermont.

## Carrera de club
Caufriez va néixer i es va criar a Mons on va començar a jugar de jove. Més tard, va fitxar pel Waasland-Beveren. Va debutar a la Pro League belga el 4 d'abril de 2016 contra el Mouscron.
El 29 d'agost de 2021, va signar un contracte a llarg termini amb el club de la Premier League russa Spartak Moscou. El 29 de maig de 2022, va guanyar la Copa de Rússia després de gairebé una dècada d'intents sense èxit per a l'Spartak a la competició.
El 29 d'agost de 2022, Caufriez va fitxar pel club de la Ligue 1 Clermont com a cedit per a la temporada 2022-23 El 27 de juny de 2023, el Clemont va comprar els seus drets a l'Spartak, fent el traspàs permanent.
El 29 d'agost de 2024, després de patir el descens, Caufriez va ser cedit al València CF de la primera divisió.

## Vida personal
El jugador de la selecció del Marroc Selim Amallah és el seu cosí per línia materna.

## Palmarès
Spartak de Moscou
- Copa de Rússia: 2021–22[4]